# Емануел Лубецки
Емануел Лубецки Моргенстен (енгл. Emmanuel Lubezki Morgenstern; Мексико Сити, 30. новембар 1964) мексички је сниматељ и директор фотографије. Понекад има надимак GOAT (Greatest of All Time), што на српском значи „највећи свих времена”. Лубецки је сарађивао са многим признатим режисерима, укључујући Мајка Николса, Тима Бертона, Мајкла Мена, Браћу Коен, као и честе сараднике Теренса Маликаа, Алфонса Куарона и Алехандра Гонсалеса Ињаритуа.
Лубецки је познат по револуционарној употреби природне расвете и непрекидним снимцима у кинематографији, често користећи гимбал, троосни цилиндар или ручну камеру за оркестрирање течности, непрекидне покрете камера током нарочито значајних сцена. Његов рад је подједнако хваљен од стране публике и критике, што му је донијело вишеструке награде, укључујући осам номинација за Оскара за најбољу фотографију. Победио је у овој категорији три пута, постајући прва особа која је то урадила у три узастопне године, за филмове Гравитација (2013), Човек Птица (2014) и Повратник (2015).